# Krzysztof Sierak
Krzysztof Sierak (ur. 2 stycznia 1966 w Tychach) – polski prokurator śledczy, prokurator Prokuratury Krajowej, absolwent Wydziału Prawa i Administracji Uniwersytetu Śląskiego w Katowicach. Od 2016 zastępca Prokuratora Generalnego.

## Życiorys
Pracę w wymiarze sprawiedliwości rozpoczął w 1992 roku od aplikacji prokuratorskiej, a następnie asesury w Prokuraturze Rejonowej w Tychach. W 1996 roku został powołany na stanowisko prokuratora Prokuratury Rejonowej w Tychach. Od początku 2001 roku do lipca tego samego roku pełnił obowiązki służbowe w Wydziale Śledczym Prokuratury Okręgowej w Katowicach, gdzie prowadził postępowania z zakresu przestępczości zorganizowanej i kryminalnej. Następnie, do lutego 2002 roku, pracował w Wydziale do Spraw Przestępczości Zorganizowanej Prokuratury Apelacyjnej w Katowicach. Od lutego 2002 roku do marca 2005 roku pełnił obowiązki w Wydziale do Spraw Przestępczości Zorganizowanej Prokuratury Okręgowej w Katowicach.
Od kwietnia do września 2005 roku pełnił funkcję Zastępcy Prokuratora Rejonowego w Katowicach. Następnie, od grudnia 2005 roku do lutego 2007 roku, pełnił funkcję Prokuratora Okręgowego w Katowicach. W tym okresie nadzorował między innymi sprawę katastrofy budowlanej w Katowicach, w której zginęło 65 osób.
W 2006 roku został powołany przez Prokuratora Generalnego na stanowisko prokuratora Prokuratury Apelacyjnej w Katowicach, a w 2007 roku na stanowisko prokuratora Prokuratury Krajowej. W tym samym roku, od lutego do grudnia, pełnił funkcję dyrektora Biura do Spraw Przestępczości Zorganizowanej Prokuratury Krajowej oraz dyrektora nowo utworzonego niezależnego pionu do walki z przestępczością zorganizowaną i korupcją Prokuratury Krajowej. W tym okresie nadzorował wszystkie najpoważniejsze śledztwa prowadzone w prokuraturach z całego kraju.
Od marca 2016 roku pełni funkcję Zastępcy Prokuratora Generalnego.